# ناکسن (پنسیلوانیا)
ناکسن (به انگلیسی: Noxen) یک منطقهٔ مسکونی در ایالات متحده آمریکا است که در شهرستان وایومینگ، پنسیلوانیا واقع شده‌است. ناکسن ۶۳۳ نفر جمعیت دارد.